# GPX
GPX, ou GPS eXchange Format (Formato de Intercâmbio GPS) é um esquema XML designado para transferir dados GPS entre aplicações. 
Se pode usar para descrever pontos de passagem (waypoints), trilhas ou rotas (routes).